# Xandrames postmarginata
Xandrames postmarginata là một loài bướm đêm trong họ Geometridae.